# 필동천
필동천(筆洞川)은 남산의 북쪽에서 흘러 내려와 청계천으로 합류하는 하천이다. 준천사실에는 부동하류(部洞下流) 및 암이문동하류(暗里門洞下流)로, 한경지략에는 필동천수(筆洞川水)로 되어 있고, 동국여지비고에는 누락되어 있다. 현재는 완전히 복개되었다.

## 과거의 다리
조선 시대의 필동천의 다리 목록이다.
- - : 필동3가 28번지에 있었으며, 수선전도에 표시만 되어 있어 이름은 모른다.[2]
- 필동교(筆洞橋) : 충무로3가 60번지에 있었다.[2]
- - : 을지로3가 285번지에 있었으며, 수선전도에 표시만 되어 있어 이름은 모른다.[2]